# Ingrid Kurz-Scherf
Ingrid Kurz-Scherf (* 1949 in Trier) ist eine deutsche Politikwissenschaftlerin. Sie war Staatssekretärin des Saarlandes sowie des Landes Brandenburg und Hochschullehrerin.

## Leben

### Ausbildung
Ingrid Kurz-Scherf legte das Abitur 1968 am Auguste-Viktoria-Gymnasium Trier ab und studierte von 1968 bis 1972 Betriebs- und Volkswirtschaftslehre in Saarbrücken und Köln. Sie erreichte einen Abschluss als Diplom-Volkswirtin und wurde im Jahr 1984 mit einer Arbeit zum Thema Volkswirtschaftliche Lohn- und Gehaltsstrukturen zum Dr. rer. pol. an der Rheinisch-Westfälischen Technischen Hochschule Aachen promoviert. Im Jahr 1994 folgte eine Habilitation am Fachbereich für Politische Wissenschaft der Freien Universität Berlin.

### Beruflicher Werdegang
Von 1978 bis 1988 war sie als wissenschaftliche Referentin zunächst im Statistischen Bundesamt in Wiesbaden und anschließend im Wirtschafts- und Sozialwissenschaftliches Institut (WSI) in Düsseldorf tätig. Danach übernahm sie von 1988 bis 1990 die Leitung der Abteilung für Tarifpolitik beim Bundesvorstand des Deutschen Gewerkschaftsbundes.
Im Jahr 1990 wurde sie unter Ministerin Brunhilde Peter (SPD) zur Staatssekretärin im Ministerium für Arbeit und Frauen des Saarlandes ernannt. Nach der Deutschen Wiedervereinigung holte Ministerin Regine Hildebrandt (SPD) Kurz-Scherf im Herbst 1990 als Staatssekretärin und einzige weibliche Amtschefin des Landes Brandenburg in das Ministerium für Arbeit, Soziales, Gesundheit und Frauen. Aufgrund von Meinungsverschiedenheiten zwischen der Ministerin Hildebrandt und Staatssekretärin Kurz-Scherf wurde sie im Jahr 1991 durch Staatssekretär Olaf Sund (SPD) ersetzt.
Danach übernahm sie 1991 die Leitung des Sozialwissenschaftlichen Forschungszentrums Berlin-Brandenburg in Berlin. Zudem vertrat sie von 1993 bis 1998 die Professorin Ingrid Langer am Institut für Politikwissenschaft der Philipps-Universität Marburg. Anschließend war sie von 1998 bis 2001 Professorin für Politische Wissenschaft an der Fachhochschule Bielefeld sowie ab 2001 Professorin mit den Schwerpunkten Politik und Geschlechterverhältnis am Institut für Politische Wissenschaft der Universität Marburg. Dort war sie Mitbegründerin und Mitglied des Zentrums für Gender Studies und feministische Zukunftsforschung und wurde im Sommersemester 2015 als Professorin in den Ruhestand verabschiedet.
Kurz-Scherf leitete von 2002 bis 2005 das Projekt GendA – Netzwerk feministische Arbeitsforschung. Schwerpunkte ihrer Arbeit sind Geschlechterpolitik, Politischer Feminismus, Arbeits- und Sozialpolitik, Politische Ökonomie der Demokratie und Gewerkschaften.

## Veröffentlichungen (Auswahl)
- Empirie, Theorie und Ideologie der individuellen Lohnunterschiede in der Bundesrepublik Deutschland. Dissertation, RWTH Aachen, Aachen 1982.
- Arbeitszeit im Umbruch: Analyse und Dokumentation der neuen tariflichen Arbeitszeitbestimmungen; Arbeitszeitverkürzung, Arbeitszeitflexibilisierung, Vorruhestand. Wirtschafts- und Sozialwissenschaftliches Institut, Düsseldorf 1985.
- Gesundheitsbelastungen in Tarifverträgen: Zulagen und Zuschläge für gesundheitlich belastende Arbeitsbedingungen. Wirtschafts- und Sozialwissenschaftliches Institut, Düsseldorf 1988.
- Nur noch Utopien sind realistisch: Feministische Perspektiven in Deutschland. Pahl-Rugenstein Verlag, Bonn 1992, ISBN 978-3-89144-136-7.
- Zeit der Vielfalt – Vielfalt der Zeiten: Individuelle und betriebliche Arbeitszeiten und Arbeitszeitpräferenzen in Berlin. BBJ-Verlag, Berlin 1995, ISBN 978-3-930411-80-1.